# 瓦季斯瓦夫四世
瓦季斯瓦夫四世（波蘭語：Warcisław IV，約1290年—1326年8月1日），波美拉尼亞公爵，1309年至1326年在位。

## 家庭
瓦季斯瓦夫的妻子是希維德尼察公爵波爾科一世的女兒伊莉莎白（Elisabeth），兩人共有三個兒子：
1. 波吉斯瓦夫（約1318年－1374年）
2. 巴爾寧四世（1325年－1365年）
3. 瓦季斯瓦夫（英语：Wartislaw V, Duke of Pomerania）（1326年－1390年）